# 宮城県伊具高等学校
宮城県伊具高等学校（みやぎけん いぐこうとうがっこう）は、宮城県伊具郡丸森町雁歌にある県立高等学校。

## 設置学科
- 全日制
  - 総合学科
    - コース
      - 農学
      - 機械
      - 情報
      - 福祉

## アクセス
- 阿武隈急行線丸森駅より徒歩30分。あるいは、丸森町民バスで10分。

## 沿革
- 1920年 - 宮城県伊具農蚕学校として創立。
- 1948年 - 宮城県伊具農蚕高等学校に改称。
- 1963年 - 宮城県伊具高等学校に校名変更。それまでの農蚕科、普通科、農村家庭科をそれぞれ農業科、商業科、生活科に変更。
- 1992年 - 農業科，生活科をそれぞれ産業技術科、生活技術科に学科転換。
- 1999年 - 産業技術科、生活技術科、商業科を総合学科に学科改編。

## 部活動
- 運動部
  - 野球部、陸上部、卓球部、バドミントン部、バスケットボール部、バレーボール部、ソフトテニス部、弓道部、柔道部、剣道部
- 文化部
  - 書道部、美術部、吹奏楽部、電気機械部、茶菓手芸部、写真部、科学部、コンピュータ部